# The Public Theater
El Public Theater es una institución cultural dedicada a las artes escénicas en la ciudad de Nueva York. Fue fundada en 1954 por Joseph Papp bajo el nombre de Shakespeare Workshop, con el propósito de apoyar a dramaturgos, actores y artistas emergentes. Su misión principal es fomentar el teatro inclusivo y accesible, presentando obras innovadoras y relevantes para el público contemporáneo.

## Ubicación
La sede del Public Theater está ubicada en el número 425 de Lafayette Street, en la antigua Astor Library del Lower Manhattan. El edificio cuenta con cinco espacios teatrales además del Joe's Pub, un local estilo cabaret dedicado a obras nuevas, actuaciones musicales, artistas de spoken-word y solistas. El Public Theater también programa el Delacorte Theater en Central Park, donde se celebra el festival Shakespeare in the Park desde 1954.